# HPA-23
HPA-23, parfois nommé antimonium tungstate, est un médicament anti-rétroviral qui a été utilisé pour le traitement du VIH. À partir de 1984, soit quatre ans après l'identification des premiers cas de VIH, son utilisation en tant que traitement efficace contre le SIDA est largement promue,. Mais il est ensuite abandonné car les tests ultérieurs ne démontrent pas son efficacité et certains patients souffrent d'effets secondaires graves, dont une défaillance de la fonction hépatique. 
HPA-23 est développé par Rhône-Poulenc à l'institut Pasteur dans les années 1970 et utilisé en France à titre expérimental pour traiter les patients atteints du VIH à partir de 1984. Les inventeurs de cette molécule, tel que listés dans le brevet sont Jean-Claude Chermann, Dominique Dormont, Etienne Vilmer, Bruno Spire, Françoise Barré-Sinoussi, Luc Montagnier, et Willy Rozenbaum. Bien que ce médicament n'ait pas été présenté comme pouvant guérir le SIDA, il a été suggéré qu'il pouvait stopper la réplication du virus.